# Serhij Litowczenko
Serhij Wiktorowycz Litowczenko, ukr. Сергій Вікторович Літовченко, ros. Сергей Викторович Литовченко, Siergiej Wiktorowicz Litowczenko (ur. 30 stycznia 1979 w Mikołajowie) – ukraiński piłkarz, grający na pozycji obrońcy, a wcześniej pomocnika, trener piłkarski.

## Kariera piłkarska

### Kariera klubowa
W sezonie 1996/97 rozpoczął karierę piłkarską w amatorskim zespole Hidrołeznyk. W latach 1998–2001 bronił barw łotewskich klubów LU/Daugava Ryga i FK Ryga. Potem powrócił do Ukrainy, gdzie występował w klubach Kołos Stepowe, FK Czerkasy i Nafkom Browary. W 2004 przeniósł się do białoruskiego Tarpeda-SKA Mińsk, ale już w następnym sezonie przeszedł do Tawrii Symferopol. W 2006 został piłkarzem Arsenału Kijów. W lutym 2010 przeszedł do łuckiej Wołyni. Latem 2010 wyjechał do Uzbekistanu, gdzie bronił barw klubu Lokomotiv Taszkent. W styczniu 2011 przeszedł do Heliosa Charków, a latem powrócił do rodzimego miasta, gdzie zakończył karierę piłkarza w MFK Mikołajów.

## Kariera trenerska
Po zakończeniu kariery piłkarskiej najpierw szkolił dzieci w Szkole Sportowej, a w sierpniu 2015 otrzymał propozycję pracy w sztabie szkoleniowym Arsenału Kijów. 23 grudnia 2015 mianowany na stanowisko głównego trenera Arsenału, którym kierował do 22 czerwca 2018. 6 sierpnia 2018 stał na czele Dniapra Mohylew.